# Улица Гоголя (Одесса)
Улица Го́голя — улица в Одессе, в историческом центре города. Начинается от бульвара Жванецкого и заканчивается пересечением с переулком Маяковского.

## История

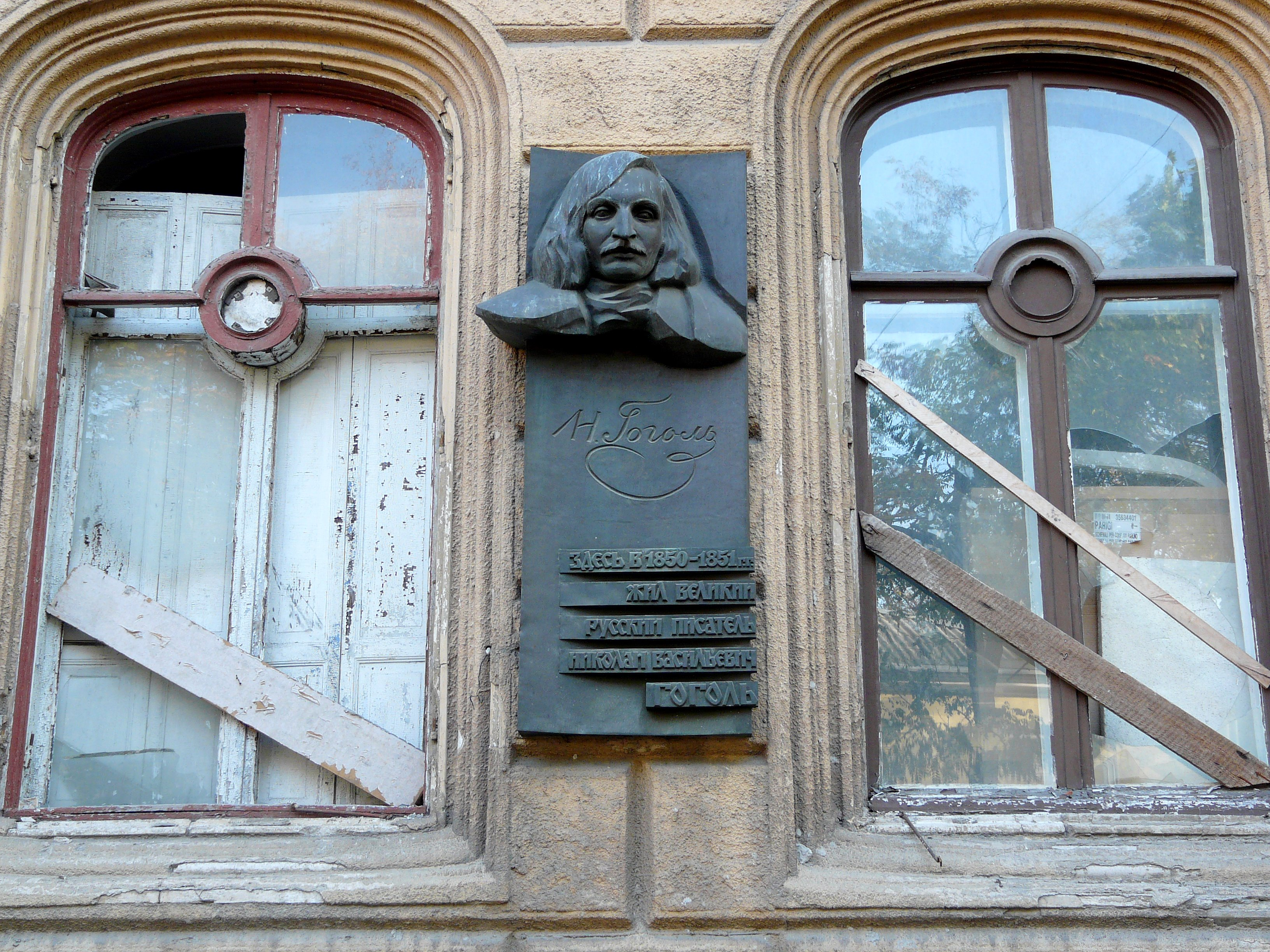
Мемориальная доска Гоголю на доме Трощинского

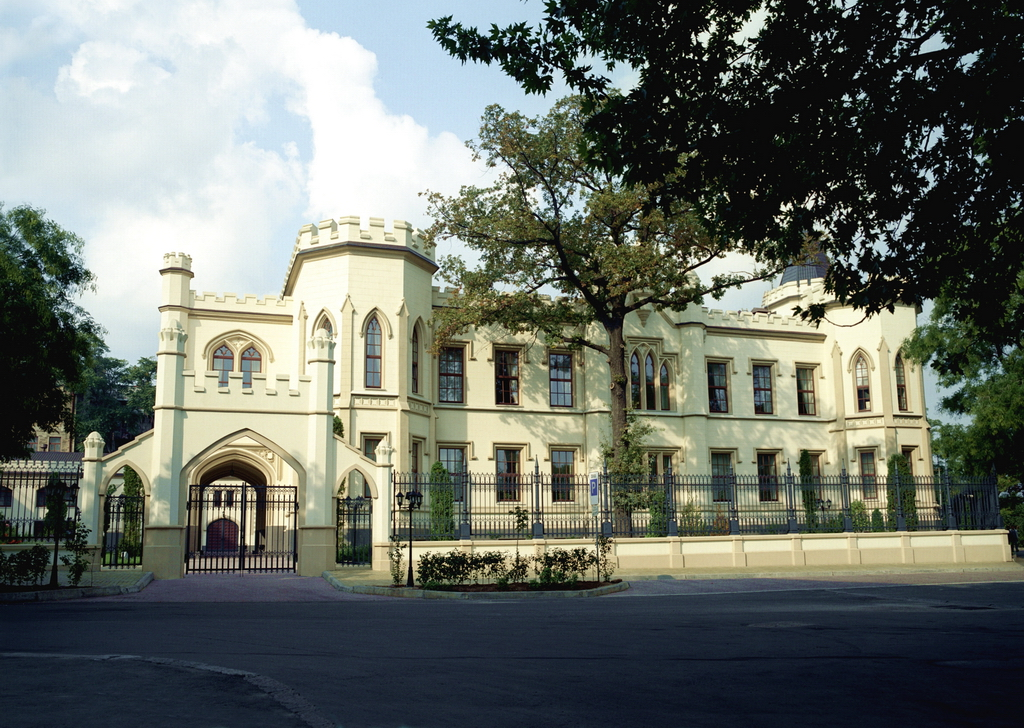
Дворец Бжозовского

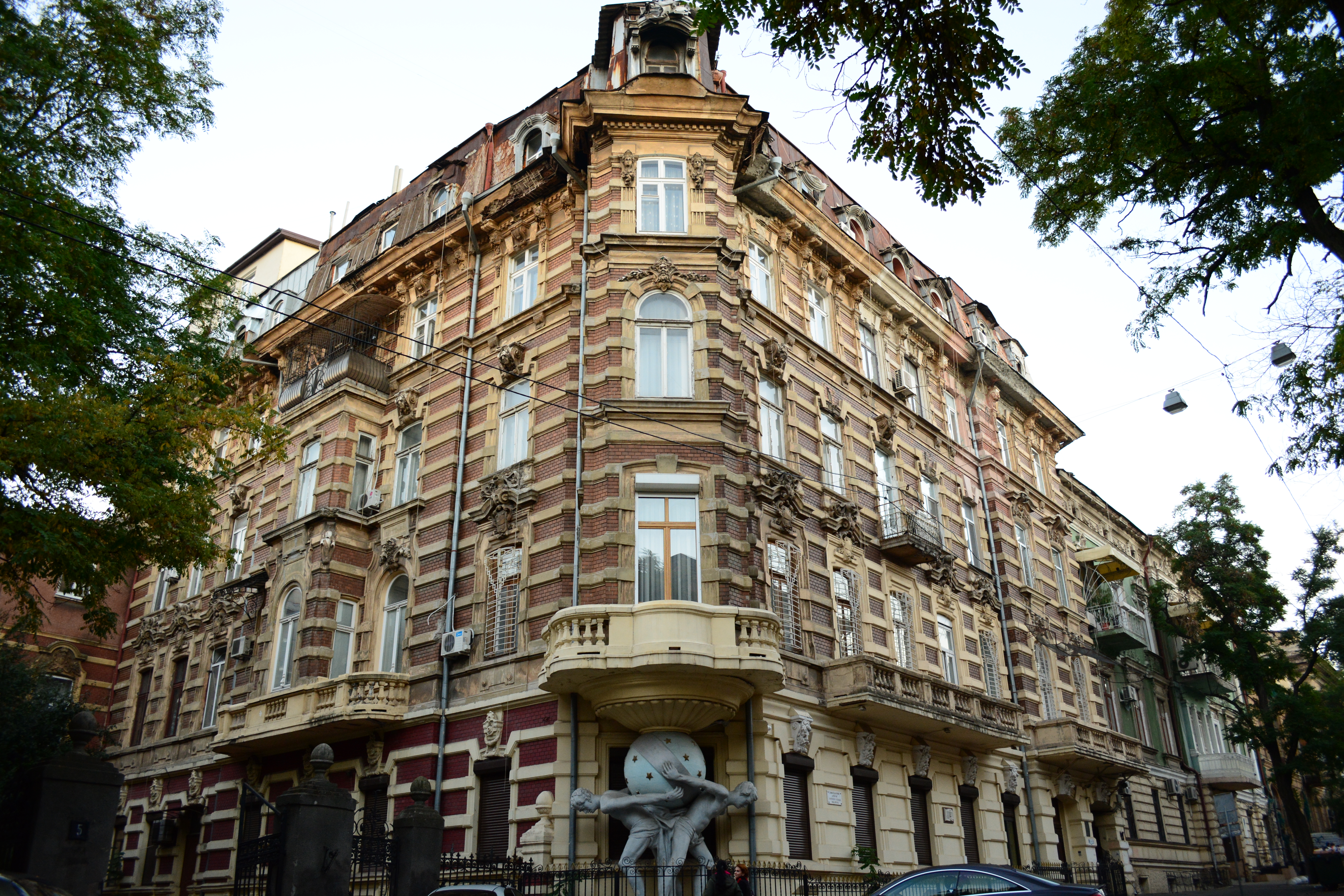
Дом Фальц-Фейна

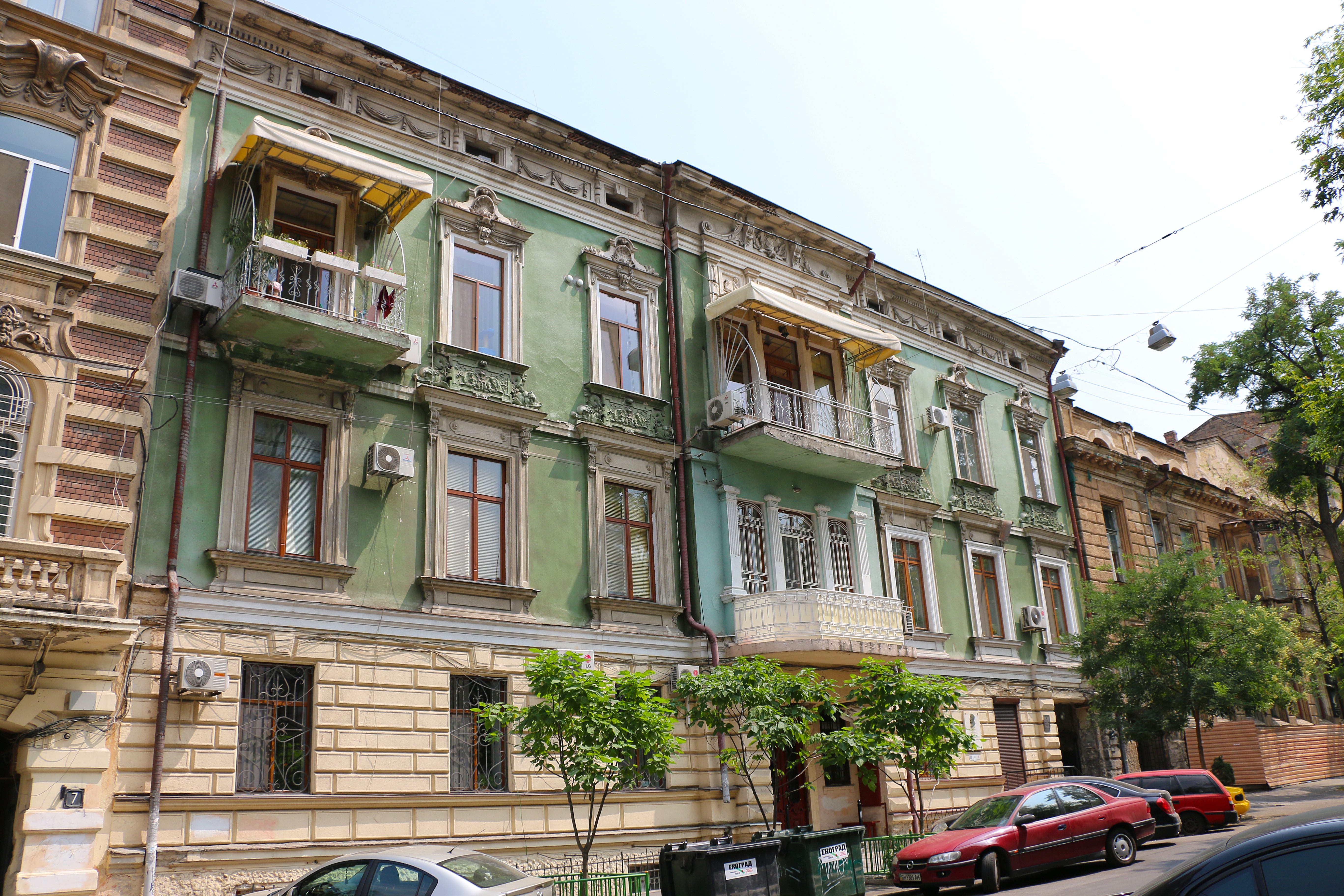
Дом Шемякина

Улица была проложена в 1828 году. Первое название — Казарменная (просуществовала с этим названием до 1865 года). Такое название дали по солдатским и офицерским казармам, построенным на склонах Военной балки ещё в 1794 году. Дома, возведённые позже на местах первых казарм послужили первыми домами улицы.
Практически одновременно улица носила название Надежной (или Надеждинской) — это название встречается с 1836 по 1967 годы.
На короткое время улица меняла название на Телеграфная (1868 год). А в 1902 году улица была названа в честь Николая Гоголя, к 50-й годовщине со дня его смерти. Это название было выбрано в той связи, что в свой второй приезд в Одессу, в 1850 году, Гоголь жил именно на этой улице, в доме своего родственника — Трощинского (д. 11, мемориальная доска).
Косвенно с улицей связывают постройку «Тёщина моста»: якобы настоял на его строительстве в 1970-е годы первый секретарь обкома партии Михаил Сафронович Синица. Любил тогдашний коммунистический начальник города тёщины блины и ходил их кушать с Приморского бульвара, где жил сам, к ней на улицу Гоголя в д. 1

## Застройка
№ 1-3 — Дом, в котором с 1968 по 1980 год жил Герой Советского Союза И. П. Рослый

№ 2 — Дворец Бжозовского (главный дом и службы, 1852, архитектор Феликс Гонсиоровский)

№ 4 — Дом Бурназо (1870, архитектор Феликс Гонсиоровский)

№ 5, 7 — Дом Фальц-Фейна (архитекторы Л. Л. Влодек и С. А. Ландесман, 1899—1901)

№ 6 — Дом Вальтух (1878, архитектор Феликс Гонсиоровский)

№ 8 — Комплекс зданий Оттона

№ 9 — Дом Шемякина (1848, архитектор Даллаква)

№ 10/1 — Дом Зарифи

№ 11 — Дом Трощинского (1846—1849, архитектор Даллаква)

№ 12 — Дом кредитного общества

№ 13 — Дом Ковалевского (1846, архитектор Даллаква)

№ 14 — Дом Заблудовского

№ 15 — Особняк Манук-Бея (1845—1846, архитектор Даллаква)

№ 16 — Дом Масса

№ 17 — Дом Машевского (1850, архитектор Феликс Гонсиоровский)

№ 18/4 — Особняк Абамелика (сер. XIX ст, архитектор Даллаква)

№ 19 — Дом Толстого

№ 21 — Дом фон Дешей (архитектор Викентий Прохаска)

№ 23 — Дом Вассаля (1900, архитектор А. О. Бернардацци)